# Olax retusa
Olax retusa är en tvåhjärtbladig växtart som beskrevs av Ferdinand von Mueller och George Bentham. Olax retusa ingår i släktet Olax och familjen Olacaceae. Inga underarter finns listade i Catalogue of Life.